# Гелле Торнінг-Шмідт
Гелле Торнінг-Шмідт (дан. Helle Thorning-Schmidt; ˈhɛlə ˈtoɐ̯neŋ ˈsmed; нар. 14 грудня 1966, Редовре, Данія) — данська політична діячка. Прем'єр-міністр Королівства Данія з 3 жовтня 2011 до 28 червня 2015.
Лідер Соціал-демократичної партії Данії (2005—2015).

## Біографія
Гелле народилася в родині викладача Копенгагенського університету Голґера Торнінга-Шміта. І батько, і мати Грета були політиками консервативного крила, але донька згодом стала лідером протилежного політичного табору — червоного. Коли Гелле було 10 років, батьки розлучилися.

## Освіта
Гелле закінчила Копенгагенський університет за фахом політичні науки. Також отримала диплом фахівця європеїстики в Коледжі Європи (університет у Брюгге) (Бельгія, 1992–1993).
Крім рідної данської, вільно володіє англійською (одружена з валлійцем) та французькою мовами.

## Політична діяльність
З 1994 до 1997 — секретар Данської делегації Соціал-демократичної партії у Європейському парламенті. Згодом працювала міжнародним консультантом Данської конфедерації профспілок аж до її обрання депутатом Європейського парламенту від Партії європейських соціалістів (1999). П'ять років працювала у Комітеті трудового забезпечення і саме тоді зарекомендувала себе як послідовний «червоний» політик із лівацькою ідеологією.
2005 — обрана до Фолькетінгу (парламенту Королівства Данія), тоді ж очолила СДПД. Обстоювала істотне підвищення податків та жорстке державне регулювання в енергетичній царині.
2011 — на вересневих парламентських виборах партія Торнінг-Шмідт здобула достатню кількість голосів для формування уряду, але вона змушена була діяти у коаліції з іншими лівими партіями, зокрема відверто прокомуністичним Червоно-зеленим альянсом. 16 вересня 2011 чинний тоді прем'єр-міністр Данії Ларс Расмуссен склав повноваження.
Серед передвиборчих обіцянок була відмова від переходу на валюту євро. 2015 року в Данії відбулись парламентські вибори на яких Гелле Торнінг-Шмідт і її Соціал-демократична партія програла вибори і подала у відставку.

## Особисте життя
Одружена (1996) зі Стівеном Кінноком — сином відомого валлійського політика Ніла Кіннока. Познайомилися у Брюгге, під час навчання Гелле у Бельгії. Чоловік певний час очолював Британську раду у Санкт-Петербурзі (РФ). Швидку політичну кар'єру пояснюють, зокрема, й впливовими родичами у Великій Британії.
У Торнінг-Шмідт дві доньки — Йоганна та Камілла.
Данська преса називає Гелле «своєрідним соціал-демократом», оскільки вона не ховає «буржуазний інтерес» до модного, дорогого та елегантного одягу.